# Cantone di Saint-Macaire
Il Cantone di Saint-Macaire era una divisione amministrativa dell'arrondissement di Langon.
A seguito della riforma approvata con decreto del 20 febbraio 2014, che ha avuto attuazione dopo le elezioni dipartimentali del 2015, è stato soppresso.

## Composizione
Comprendeva i comuni di:
- Caudrot
- Le Pian-sur-Garonne
- Saint-André-du-Bois
- Sainte-Foy-la-Longue
- Saint-Germain-de-Grave
- Saint-Laurent-du-Bois
- Saint-Laurent-du-Plan
- Saint-Macaire
- Saint-Maixant
- Saint-Martial
- Saint-Martin-de-Sescas
- Saint-Pierre-d'Aurillac
- Semens
- Verdelais